# Katastrophenschutz-Ehrenzeichen (Nordrhein-Westfalen)

Das Katastrophenschutz-Ehrenzeichen Nordrhein-Westfalen in der Silber- und Goldstufe

Das Katastrophenschutz-Ehrenzeichen des Bundeslandes Nordrhein-Westfalen wurde am 16. Februar 2005 durch den damaligen Ministerpräsident Peer Steinbrück und der Landesregierung gestiftet. Das Katastrophenschutz-Ehrenzeichen wurde dabei bis 2016 an Angehörige von Hilfsorganisationen für Verdienste im Ehrenamt auf dem Gebiet der Gefahrenabwehr (Katastrophen-, Zivilschutz, Rettungswesen) im Land Nordrhein-Westfalen verliehen. Es wurde im Jahr 2016 durch das Feuerwehr- und Katastrophenschutz-Ehrenzeichen ersetzt.

## Allgemeines
Das Ehrenzeichen wurde dabei in zwei Stufen als Steckkreuz verliehen:
- 2. Stufe in Silber: für besondere Verdienste um den Katastrophen-, Zivilschutz oder das Rettungswesen,

- 1. Stufe in Gold: für besonders mutige und entschlossene Hilfeleistung unter Gefährdung des eigenen Lebens oder der eigenen Gesundheit bei Katastrophen oder anderen Notlagen.[2]

## Personenkreis
Der Personenkreis, welches das Ehrenzeichen verliehen werden konnte, beschränkte sich nur auf die in der Stiftungsverordnung vorgesehenen "Hilfsorganisationen". Diese sind:
- a) die nordrhein-westfälischen Ortsverbände der Bundesanstalt Technisches Hilfswerk,
- b) die nordrhein-westfälischen Landesverbände
  - des Arbeiter-Samariter-Bundes,
  - der Deutschen Lebens-Rettungs-Gesellschaft,
  - des Deutschen Roten Kreuzes,
  - der Johanniter-Unfall-Hilfe und
  - des Malteser-Hilfsdienstes.[3]

## Verfahrensweise
Als besondere Tatbestandsvoraussetzung für die Verleihung war die Tatsache, dass das Ehrenzeichen der Silberstufe nur auf Vorschlag verliehen wurde und nicht von Amts wegen. Die vorschlageberechtigten Stellen waren die bereits genannten Hilfsorganisationen. Bei der Verleihung der Goldstufe waren darüber hinaus auch die zuständigen öffentliche Stellen anzuhören (kreisangehörige Gemeinden, Kreise, kreisfreie Städte und die Bezirksregierungen) Die Verleihungsvorschläge waren auf dem Dienstweg über die Bezirksregierungen dem Innenministerium zuzuleiten, wobei die Bezirksregierungen zu den Vorschlägen Stellung nehmen mussten. Über die Verleihung entschied im Namen der Landesregierung das Innenministerium, wobei die Aushändigung des Ehrenzeichens durch die Bezirksregierungen erfolgte. Der Innenminister konnte sich aber die Verleihung in besonderen Fällen vorbehalten. Das Ehrenzeichen wurde mit Urkunde verliehen und ging in das Eigentum des Beliehenen über. Im Falle des Todes des Inhabers, verblieb das Ehrenzeichen im Besitz der Hinterbliebenen als Andenken.

## Aussehen und Trageweise
Das Ehrenzeichen bestand aus einem gleichschenkligen Emaillekreuz und zeigte grünes Laub auf weißem Grund, das in der Mitte das Landeswappen und auf einem unterlegten Ring die Umschrift trug: Für Verdienste im Katastrophenschutz. Getragen wurde es als Steckkreuz an der linken Brustseite. Anstelle des Steckkreuzes konnte auch eine Rosette getragen werden. Verlorengegangene Tragestücke werden zudem nicht ersetzt. Sie können auf Kosten des Beliehenen neu beschafft werden.

## Entzug und Ausschluss der Verleihung
Das Ehrenzeichen wurde nur an diejenigen Personen verliehen, die der Auszeichnung durch ihre bisherige einwandfreie Lebensführung würdig waren. Wurde der Beliehene durch sein späteres Verhalten, insbesondere durch die Begehung von Straftaten, der Auszeichnung unwürdig, bzw. wurden derartige Gründe erst nach Verleihung bekannt, so konnte das Innenministerium das Ehrenzeichen wieder entziehen, wobei vor so einer Entziehung die betroffene Person anzuhören war.
Das Ehrenzeichen wurde nicht an Personen verliehen, die aus beruflichen oder dienstlichen Gründen heraus gehandelt hatten. Es wurde ebenfalls nicht verliehen, wenn für die gleiche Hilfeleistung der Auszuzeichnende bereits mit der Rettungsmedaille (Nordrhein-Westfalen) ausgezeichnet wurde. In diesem Fall ging die Verleihung der Rettungsmedaille vor.

## Sonstiges
In den Verfahrenshinweisen für die Verleihung der Silber- oder Goldstufe waren bei beiden Stufen die "Errettung von Menschen aus Lebensgefahr" als Verleihungsgrund des Ehrenzeichens anerkannt. Diese Formulierung war jedoch irreführend, da in solchen Fällen die Rettungsmedaille verliehen wurde und das Ehrenzeichen selber zurückzustehen hatte. Diese Überschneidung stellte insoweit ein Verleihungsparadoxon dar.